# Най-добри приятели завинаги!
„Най-добри приятели завинаги!“ (на английски: Best Friends Whenever) е американски комедиен сериал, създаден от Джеф Елиноф и Скот Томас, който се излъчва по Disney Channel на 26 юни 2015 г. до 11 декември 2016 г. В сериала участват Лондри Бендър, Лорън Тейлър, Гюс Камп, Рики Гарсия, Бенджамин Кол Ройър и Матю Луис Ройър.

## Актьорски състав и герои
- Лондри Бендър – Сид Рипли
- Лорън Тейлър – Шелби Маркъс, най-добрият приятел на Сид.
- Гюс Камп – Бари Айзънбърг
- Рики Гарсия – Налдо Монтоя
- Бенджамин Кол Ройър – Брет Маркъс
- Матю Луис Ройър – Чет Маркъс

## В България
В България сериалът е излъчен през 2016 г. по Disney Channel. Дублажът е нахсинхронен. В него участва Петър Бонев (Налдо Монтоя).